# Schubert Dip
Schubert Dip – debiutancki album grupy EMF, wydany w 1991 nakładem wytwórni Parlophone. Jest to najsłynniejsza płyta zespołu, za sprawą ich największego hitu Unbelievable. Singlami z tej płyty były utwory Unbelieveable, Children, I believe, Lies.

## Lista utworów
Wszystkie utwory skomponowane przez Jamesa Atkina, Derry'ego Brownsona, Marka Decloedt, Iana Dencha i Zaca Foleya oprócz tych gdzie oznaczono inaczej.
1. Children – 5:15
2. Long Summer Days – 4:00
3. When You're Mine (Dench) – 3:22
4. Travelling Not Running (Dench) – 4:20
5. I Believe – 3:43
6. Unbelievable – 3:29
7. Girl of an Age – 3:56
8. Admit It (Dench) – 3:28
9. Lies (Dench) – 4:19
10. Longtime – 4:25
11. EMF – 3:54 (ukryty utwór)

Utwór „Lies” zawierał sample głosu Marka Davida Chapmana (mordercy Johna Lennona) recytującego dwie pierwsze linijki z jego utworu Watching the Wheels. Wycofano go jednak z kolejnych wydań ze względu na protest żony Lennona Yoko Ono.